# Marie Mensing
Maria (Marie) Anna Catharina Mensing (Den Haag, 15 april 1854 - Ermelo, 5 april 1933) was een Nederlands feminist en socialist. Ze was secretaris in het bestuur van de Bond van Sociaal-Democratische Vrouwenclubs en eerste landelijk secretaris van de Sociaal-Democratische Partij.

## Biografie
Mensing werd geboren op 15 april 1854 in Den Haag als dochter van de boekhandelaar Willem Johannes Mensing (1817-1863) en Imena Johanna Mensing (1815-1885). Na de middelbare school volgde ze een opleiding tot onderwijzer. Ze woonde van 1878 tot 1884 in Haarlem, waar ze waarschijnlijk als hulponderwijzer werkte. In 1884 verhuisde Mensing naar Kampen. Daar verzorgde ze van 1884 tot 1905 de huishouding van haar tante Line Liernur (1850-1918), hoofd van de Kampense meisjesmulo.
In hetzelfde huishouden woonde ook Bora van Vloten, met wie Mensing in de jaren tachtig scholingscursussen voor jonge meisjes verzorgde. Dit was haar eerste stap naar politiek gerichte activiteiten.

### Feministische en socialistische activiteiten
In 1896 werd Mensing redacteur van het feministische weekblad Evolutie. Weekblad voor de vrouw. Dit blad was een orgaan van de Vereeniging voor Vrouwenkiesrecht, waarvan ze lid was. De redactie bestond verder uit Wilhelmina Drucker en Theodore Haver. De onderwerpen waarover ze schreef bleven niet beperkt tot het vrouwenkiesrecht, ze hield ook pleidooien voor co-educatie, gemechaniseerde en coöperatieve huishouding en seksuele bevrijding. Over seksuele bevrijding schreef ze in 1897 ook in De Dageraad.
Mensing, Van Vloten en een mevrouw Lubach richtten in 1897 in Kampen een afdeling van de Vereeniging voor Vrouwenkiesrecht op, waarvan ze tot 1901 voorzitter was. Bovendien was Mensing omstreeks 1898 betrokken bij de voorbereiding van de Nationale Vrouwenraad, was zij lid van de Vereeniging Onderlinge Vrouwenbescherming, en was ze in 1898 correspondente van de Nederlandse Vrouwenbond tot Internationale Ontwapening. Samen met Van Vloten richtte Mensing op 8 mei 1900 in Kampen een afdeling van de Sociaal-Democratische Arbeiderspartij (SDAP) op.

### Leven in Amsterdam
In augustus 1905 vertrok Mensing naar Amsterdam, waarschijnlijk vanwege zowel persoonlijke als politieke redenen. Toen haar tante in 1904 met pensioen ging en veel thuis was, ontstonden er spanningen. Na overleg en strijd tussen beiden trof haar tante een financiële regeling die Mensing economisch onafhankelijk maakte.
Ook in Amsterdam werd ze actief in en rond de SDAP en woonde ze samen met partijgenoten. Mensing ging meewerken aan een blad voor arbeidersvrouwen en werd secretaris van de Amsterdamse Sociaal-Democratische Vrouwenclub. Ze had nauw contact met Mathilde Wibaut en Jo van Gogh-Bonger. Vanaf september 1906 werd ze redacteur voor het blad De Proletarische Vrouw. In 1908 werd ze secretaris in het landelijke bestuur van de Bond van Sociaal-Democratische Vrouwenclubs (BSDVC). In 1909 verliet Mensing de BSDVC en De Proletarische Vrouw omdat zij het oneens was met de redactie over de toekomst van het blad. Een aantal bestuurlijke functies werden overgenomen door Heleen Ankersmit, waaronder haar positie als secretaris van de BSDVC. 
In 1909 werd Mensing de eerste landelijke secretaris van de Sociaal Democratische Partij (SDP), een partij die was ontstaan als afsplitsing van de SDAP. Tot december 1910 was zij naast secretaris ook penningmeester van deze partij.
In het periodiek van de SDAP (vanaf 1909 van de SDP) De Tribune was Mensing van 1907 tot 1910 verantwoordelijk voor de vrouwenrubriek. Ze schreef artikelen over de rol van vrouwen in de klassenstrijd en de beweging voor vrouwenkiesrecht. Zo sprak ze zich uit tegen de beperking van vrouwenarbeid en pleitte ze voor moederschapsverzekering.
Omdat Mensing het belangrijk bleef vinden dat vrouwen zich afzonderlijk organiseerden, sloot zij zich in 1917 aan bij de Revolutionair-Socialistische Vrouwenbond. Samen met onder andere Henriëtte Roland Holst, Clara Wichmann en Augusta de Wit schreef zij in het blad van deze Vrouwenbond, De Voorbode. Mensing nam ook de secretariaat en de administratie van dit blad voor haar rekening. In deze periode was ze daarnaast bestuurslid van de Haarlemse afdeling van de Communistische Partij van Nederland, zoals de SDP inmiddels heette.

### Latere leven
In de loop van de jaren twintig werd Mensings gezondheid slechter. Ze werd langzamerhand dement, waardoor ze moest worden opgenomen in een inrichting in Ermelo. Marie Mensing overleed op 5 april 1933.
- Biografisch Portaal: 23500244
- Nederlandse Thesaurus van Auteursnamen: 074358510
- Virtual International Authority File: 284352137
- WorldCat: E39PBJjT3jhhPQFYtVFfyWG4MP